# Руффало, Марк
Марк А́лан Ру́ффало (англ. Mark Alan Ruffalo, английское произношение: [ˈrʌfəloʊ]; род. 22 ноября 1967, Кеноша, Висконсин, США) — американский актёр, продюсер и активист. Двукратный лауреат премии «Эмми», лауреат премии «Золотой глобус», а также номинант на премии «Оскар», BAFTA, «Грэмми» и «Тони».
Наибольшую известность Руффало принесли роли в фильмах «Можешь рассчитывать на меня» (2000), «Из 13 в 30» (2004), «Между небом и землёй» (2005), «Зодиак» (2007), «Детки в порядке» (2010), «Остров проклятых» (2010) «Охотник на лис» (2014), «Обычное сердце» (2014), «Бесконечно белый медведь» (2014), «В центре внимания» (2015) и «Тёмные воды» (2019), а также роль Брюса Бэннера / Халка в супергеройских фильмах «Мстители» (2012), «Мстители: Эра Альтрона» (2015), «Тор: Рагнарёк» (2017), «Мстители: Война бесконечности» (2018) и «Мстители: Финал» (2019).

## Биография
Руффало родился в Кеноше, штат Висконсин, в семье парикмахерши Мари Роуз Руффало (урождённой Хеберт) и Фрэнка Лоуренса Руффало-младшего, художника. У него есть две сестры, Таня и Николь, и брат Скотт (умер в 2008). Его отец — уроженец Джирифалько, а мать имеет канадские и итальянские корни. Детство Руффало прошло в Висконсине, а позднее — в Сан-Диего. Окончив школу, Марк учился в Актёрской студии Стеллы Адлер в Лос-Анджелесе.
Девять лет проработал в театре. Дебютировал в сериале «CBS Summer Playhouse» в 1989 году. Известность пришла к нему в 2000 году после роли в фильме «Можешь рассчитывать на меня». Он получил положительные отзывы за свою игру в этом фильме и награды от Ассоциации кинокритиков Лос-Анджелеса и Монреальского всемирного кинофестиваля.
В середине 2000-х Руффало сыграл главную роль в фильмах «Вид сверху лучше», «Из 13 в 30», «Между небом и землёй» и «Ходят слухи». В 2006 году Руффало сыграл в постановке Клиффорда Одетса «Проснись и пой!» в театре Беласко в Нью-Йорке и был номинирован на премию Тони за лучшую мужскую роль в пьесе. В марте 2007 года он снялся в детективе «Зодиак» в роли инспектора отдела убийств полиции Калифорнии Дэйва Тоски, который руководил расследованием по поиску и задержанию убийцы Зодиака. В 2007 году Руффало сыграл разведённого адвоката Дуайта Арно, который случайно убивает ребёнка и убегает, в фильме «Запретная дорога».
В 2008 году он снялся в роли мошенника в фильме «Братья Блум», а также снялся вместе с Джулианной Мур в фильме «Слепота». В том же году Руффало появился в фильме Брайана Гудмана «Что тебя не убивает» с Итаном Хоуком и Амандой Пит, который был показан на Международном кинофестивале в Торонто. В 2009 году он сыграл роль в фильме «Там, где живут чудовища». В 2010 году он снялся в триллере Мартина Скорсезе «Остров проклятых» в роли маршала США Чака Ауле.
В 2011 году был впервые номинирован на премию «Оскар» за лучшую мужскую роль второго плана в картине «Детки в порядке». Затем снялся в «Мстителях», фильме Кинематографической вселенной Marvel, заменив Эдварда Нортона в роли доктора Брюса Бэннера / Халка.
В 2015 году получил вторую номинацию на «Оскар» и был отмечен множеством наград за роль олимпийского чемпиона по вольной борьбе в драме «Охотник на лис». Через год в третий раз получил номинацию на «Оскар» за роль в драме «В центре внимания».

## Личная жизнь
С 2000 года Руффало женат на Санрайз Койни. У них трое детей: сын Кин (р. 2001) и дочери Белла Ноче (р. 2005) и Одетт (р. 2007). Они живут на Манхэттене.
В 2001 году у Руффало была диагностирована вестибулярная шваннома — одна из разновидностей опухоли головного мозга. Он перенёс операцию, которая привела к частичному параличу лицевого нерва. Он оправился от паралича, однако оглох на левое ухо.
1 декабря 2008 года брат Руффало, Скотт, был ранен выстрелом в голову в его кондоминиуме в Беверли-Хиллз. Он скончался в больнице неделю спустя. Дело остаётся нераскрытым.
Руффало проявляет активный интерес к экологии и политической жизни своей страны, в частности, актёр выступал против фрекинга и войны в Ираке. Также высказывался в поддержку левых политиков Берни Сандерса и Джереми Корбина, а в 2016 и 2017 годах выступал на митингах против избранного президента Трампа.

## Фильмография
| Год       |    | Русское название                    | Оригинальное название                     | Роль                          |
| --------- | -- | ----------------------------------- | ----------------------------------------- | ----------------------------- |
| 1989      | с  | Лучшая сцена CBS                    | CBS Summer Playhouse                      | Майкл Дюнн                    |
| 1993      | ф  | Песня для тебя                      | A Song for You                            | Гас Дэвисон                   |
| 1994      | ф  | Зеркало, зеркало 2: Танец ворона    | Mirror, Mirror 2: Raven Dance             | Кристиан                      |
| 1994      | ф  | Моя красотка                        | There Goes My Baby                        | Джей Ди                       |
| 1994      | с  | Строго на юг                        | Due South                                 | Винни Уэббер                  |
| 1995      | ф  | Подарок небес                       | A Gift from Heaven                        |                               |
| 1996      | ф  | Судьба Марти Файна                  | The Destiny of Marty Fine                 | Бретт                         |
| 1996      | ф  | Дантист                             | The Dentist                               | Стив Ландерс                  |
| 1996      | ф  | Грязные деньги                      | Blood Money                               | Этторни                       |
| 1996      | ф  | Зеркало, зеркало 3: Подглядывающий  | Mirror, Mirror 3: The Voyeur              | Джоуи                         |
| 1996      | ф  |                                     | The Last Big Thing                        | Брент Бенедикт                |
| 1997      | тф | На второй день Рождества            | On the 2nd Day of Christmas               | Берт                          |
| 1998      | ф  | Медвежатники                        | Safe Men                                  | Фрэнк                         |
| 1998      | ф  | Студия 54                           | 54                                        | Рикко                         |
| 1998      | тф | Гудини                              | Houdini                                   | Тео                           |
| 1999      | ф  | Рыба в ванне                        | A Fish in the Bathtub                     | Джоэль                        |
| 1999      | ф  | Погоня с дьяволом                   | Ride with the Devil                       | Альф Боуден                   |
| 2000      | ф  | Безумно верная жена                 | Committed                                 | Ти-Боу                        |
| 2000      | ф  | Можешь рассчитывать на меня         | You Can Count on Me                       | Терри Прескотт                |
| 2000      | с  | Удар                                | The Beat                                  | Зейн Маринелли                |
| 2001      | ф  | Апартаменты 12                      | Life/Drawing                              | Алекс                         |
| 2001      | ф  | Последний замок                     | The Last Castle                           | Йейтс                         |
| 2002      | ф  | Логика измены                       | XX/XY                                     | Коулз                         |
| 2002      | ф  | Говорящие с ветром                  | Windtalkers                               | рядовой Паппас                |
| 2003      | ф  | Моя жизнь без меня                  | My Life Without Me                        | Ли                            |
| 2003      | ф  | Вид сверху лучше                    | View from the Top                         | Тед Стюарт                    |
| 2003      | ф  | Тёмная сторона страсти              | In the Cut                                | Джованни Маэллой              |
| 2004      | ф  | Мы здесь больше не живём            | We Don’t Live Here Anymore                | Джек Линден                   |
| 2004      | ф  | Вечное сияние чистого разума        | Eternal Sunshine of the Spotless Mind     | Стэн                          |
| 2004      | ф  | Из 13 в 30                          | 13 Going on 30                            | Мэтт Флэмхафф                 |
| 2004      | ф  | Соучастник                          | Collateral                                | детектив Фэннинг              |
| 2005      | ф  | Между небом и землёй                | Just Like Heaven                          | Дэвид Эбботт                  |
| 2005      | ф  | Ходят слухи                         | Rumor Has It…                             | Джефф Дейли                   |
| 2006      | ф  | Вся королевская рать                | All the King’s Men                        | Адам Стентон                  |
| 2007      | ф  | Зодиак                              | Zodiac                                    | Дэвид Тоски                   |
| 2007      | ф  | Заповедная дорога                   | Reservation Road                          | Дуайт Арно                    |
| 2008      | ф  | Слепота                             | Blindness                                 | доктор                        |
| 2008      | ф  | Братья Блум                         | The Brothers Bloom                        | Стивен                        |
| 2008      | ф  | Что тебя не убивает                 | What Doesnt Kill You                      | Брайан Реилли                 |
| 2009      | ф  | Там, где живут чудовища             | Where the Wild Things Are                 | друг мамы Макса               |
| 2010      | ф  | Сострадание к прекрасному           | Sympathy for Delicious                    | Отец Джо                      |
| 2010      | ф  | Детки в порядке                     | Kids Are All Right                        | Пол                           |
| 2010      | ф  | Остров проклятых                    | Shutter Island                            | Чак Оул/доктор Лестер Шин     |
| 2010      | ф  | Безумное свидание                   | Date Night                                | Брэд Салливан                 |
| 2011      | ф  | Маргарет                            | Margaret                                  | Джейсон Берстоун              |
| 2012      | ф  | Мстители                            | The Avengers                              | Брюс Бэннер / Халк            |
| 2012      | ф  | Спасибо за обмен                    | Thanks for sharing                        | Адам                          |
| 2013      | ф  | Железный человек 3                  | Iron Man 3                                | Брюс Бэннер                   |
| 2013      | ф  | Иллюзия обмана                      | Now You See Me                            | Дилан Родс                    |
| 2013      | ф  | Хоть раз в жизни                    | Begin again                               | Дэн Маллиган                  |
| 2014      | ф  | Бесконечно белый медведь            | Infinitely Polar Bear                     | Кэмерон Стюарт                |
| 2014      | ф  | Охотник на лис                      | Foxcatcher                                | Дейв Шульц                    |
| 2014      | тф | Обычное сердце                      | The Normal Heart                          | Нед Уикс                      |
| 2015      | ф  | Мстители: Эра Альтрона              | Avengers: Age of Ultron                   | Брюс Бэннер / Халк            |
| 2015      | ф  | В центре внимания                   | Spotlight                                 | Майкл Резендес                |
| 2016      | ф  | Иллюзия обмана 2                    | Now You See Me 2                          | Дилан Родс                    |
| 2017      | ф  | Тор: Рагнарёк                       | Thor: Ragnarok                            | Брюс Бэннер / Халк            |
| 2018      | ф  | Мстители: Война бесконечности       | Avengers: Infinity War                    | Брюс Бэннер / Халк            |
| 2019      | ф  | Капитан Марвел                      | Captain Marvel                            | Брюс Бэннер                   |
| 2019      | ф  | Мстители: Финал                     | Avengers: Endgame                         | Брюс Бэннер / Халк            |
| 2019      | ф  | Тёмные воды                         | Dark Waters                               | Роберт Билотт                 |
| 2020      | с  | Я знаю, что это правда              | I Know This Much Is True                  | Доминик Бёрдси / Томас Бёрдси |
| 2021—2024 | мс | Что, если…?                         | What If…?                                 | Брюс Бэннер / Халк            |
| 2021      | ф  | Шан-Чи и легенда десяти колец       | Shang-Chi and the Legend of the Ten Rings | Брюс Бэннер                   |
| 2022      | ф  | Проект «Адам»                       | The Adam Project                          | Луис Рид                      |
| 2022      | с  | Женщина-Халк: Адвокат               | She-Hulk: Attorney at Law                 | Брюс Бэннер / Халк            |
| 2023      | с  | Весь невидимый нам свет             | All the Light We Cannot See               | Даниэль Леблан                |
| 2023      | ф  | Бедные-несчастные                   | Poor Things                               | Дункан Веддербёрн             |
| 2025      | ф  | Микки 17                            | Mickey 17                                 | Кеннет Маршалл                |
| 2025      | с  | Задание                             | Task                                      | Том                           |
| 2025      | ф  | Иллюзия обмана 3                    | Now You See Me: Now You Don't             | Дилан Родс                    |
| 2026      | ф  | Преступление 101                    | Crime 101                                 | детектив Лу Лубесник          |
| 2026      | ф  | Человек-паук: Совершенно новый день | Spider-Man: Brand New Day                 | Брюс Бэннер / Халк            |
| 2027      | ф  | Хороший секс                        | Good Sex                                  |                               |

## Награды и номинации
| Ассоциация                     | Год  | Категория                                         | Работа                                          | Результат |
| ------------------------------ | ---- | ------------------------------------------------- | ----------------------------------------------- | --------- |
| «Оскар»                        | 2011 | Лучшая мужская роль второго плана                 | Детки в порядке                                 | Номинация |
| «Оскар»                        | 2015 | Лучшая мужская роль второго плана                 | Охотник на лис                                  | Номинация |
| «Оскар»                        | 2016 | Лучшая мужская роль второго плана                 | В центре внимания                               | Номинация |
| «Оскар»                        | 2024 | Лучшая мужская роль второго плана                 | Бедные-несчастные                               | Номинация |
| «Золотой глобус»               | 2015 | Лучший мини-сериал или телефильм (как продюсер)   | Обычное сердце                                  | Номинация |
| «Золотой глобус»               | 2015 | Лучшая мужская роль — мини-сериал или телефильм   | Обычное сердце                                  | Номинация |
| «Золотой глобус»               | 2015 | Лучшая мужская роль второго плана — кинофильм     | Охотник на лис                                  | Номинация |
| «Золотой глобус»               | 2016 | Лучшая мужская роль — комедия или мюзикл          | Бесконечно белый медведь                        | Номинация |
| «Золотой глобус»               | 2021 | Лучшая мужская роль — мини-сериал или телефильм   | Я знаю, что это правда                          | Победа    |
| Прайм-тайм премия «Эмми»       | 2016 | Лучший телефильм (как продюсер)                   | Обычное сердце                                  | Победа    |
| Прайм-тайм премия «Эмми»       | 2016 | Лучшая мужская роль в мини-сериале или фильме     | Обычное сердце                                  | Номинация |
| Прайм-тайм премия «Эмми»       | 2020 | Лучшая мужская роль в мини-сериале или фильме     | Я знаю, что это правда                          | Победа    |
| BAFTA                          | 2011 | Лучшая мужская роль второго плана                 | Детки в порядке                                 | Номинация |
| BAFTA                          | 2015 | Лучшая мужская роль второго плана                 | Охотник на лис                                  | Номинация |
| BAFTA                          | 2016 | Лучшая мужская роль второго плана                 | В центре внимания                               | Номинация |
| «Независимый дух»              | 2001 | Лучшая мужская роль                               | Можешь рассчитывать на меня                     | Номинация |
| «Независимый дух»              | 2011 | Лучшая мужская роль второго плана                 | Детки в порядке                                 | Номинация |
| «Независимый дух»              | 2015 | Специальное упоминание                            | Охотник на лис                                  | Победа    |
| «Независимый дух»              | 2016 | Премия Роберта Олтмена                            | В центре внимания                               | Победа    |
| «Грэмми»                       | 2018 | Лучший разговорный альбом                         | Наша революция: Будущее, в которое стоит верить | Номинация |
| «Спутник»                      | 2008 | Лучшая мужская роль — комедия или мюзикл          | Братья Блум                                     | Номинация |
| «Спутник»                      | 2008 | Лучшая мужская роль — драма                       | Что тебя не убивает                             | Номинация |
| «Спутник»                      | 2014 | Лучший мини-сериал или телефильм (как продюсер)   | Обычное сердце                                  | Номинация |
| «Спутник»                      | 2014 | Лучшая мужская роль — мини-сериал или телефильм   | Обычное сердце                                  | Победа    |
| «Спутник»                      | 2014 | Лучшая мужская роль второго плана                 | Охотник на лис                                  | Номинация |
| «Спутник»                      | 2016 | Лучшая мужская роль второго плана                 | В центре внимания                               | Номинация |
| «Спутник»                      | 2020 | Лучшая мужская роль — драма                       | Тёмные воды                                     | Номинация |
| «Спутник»                      | 2021 | Лучшая мужская роль — мини-сериал или телефильм   | Я знаю, что это правда                          | Номинация |
| Премия Гильдии киноактёров США | 2011 | Лучшая мужская роль второго плана                 | Детки в порядке                                 | Номинация |
| Премия Гильдии киноактёров США | 2011 | Лучший актёрский состав в игровом кино            | Детки в порядке                                 | Номинация |
| Премия Гильдии киноактёров США | 2015 | Лучшая мужская роль второго плана                 | Охотник на лис                                  | Номинация |
| Премия Гильдии киноактёров США | 2015 | Лучшая мужская роль в телефильме или мини-сериале | Обычное сердце                                  | Победа    |
| Премия Гильдии киноактёров США | 2016 | Лучший актёрский состав в игровом кино            | В центре внимания                               | Победа    |
| Премия Гильдии киноактёров США | 2021 | Лучшая мужская роль в телефильме или мини-сериале | Я знаю, что это правда                          | Победа    |
| «Тони»                         | 2006 | Лучшая мужская роль второго плана в пьесе         | Проснись и пой!                                 | Номинация |